# 巴吉穆赫塔爾堡區

21°20′N 0°57′E / 21.333°N 0.950°E
巴吉穆赫塔爾堡區（阿拉伯语：‎），是阿爾及利亞的行政區，位於該國西南部，由阿德拉爾省負責管轄，首府設於巴吉穆赫塔爾堡，面積133平方公里，2008年人口20,930，人口密度每平方公里158人。